# Árbol del Tule

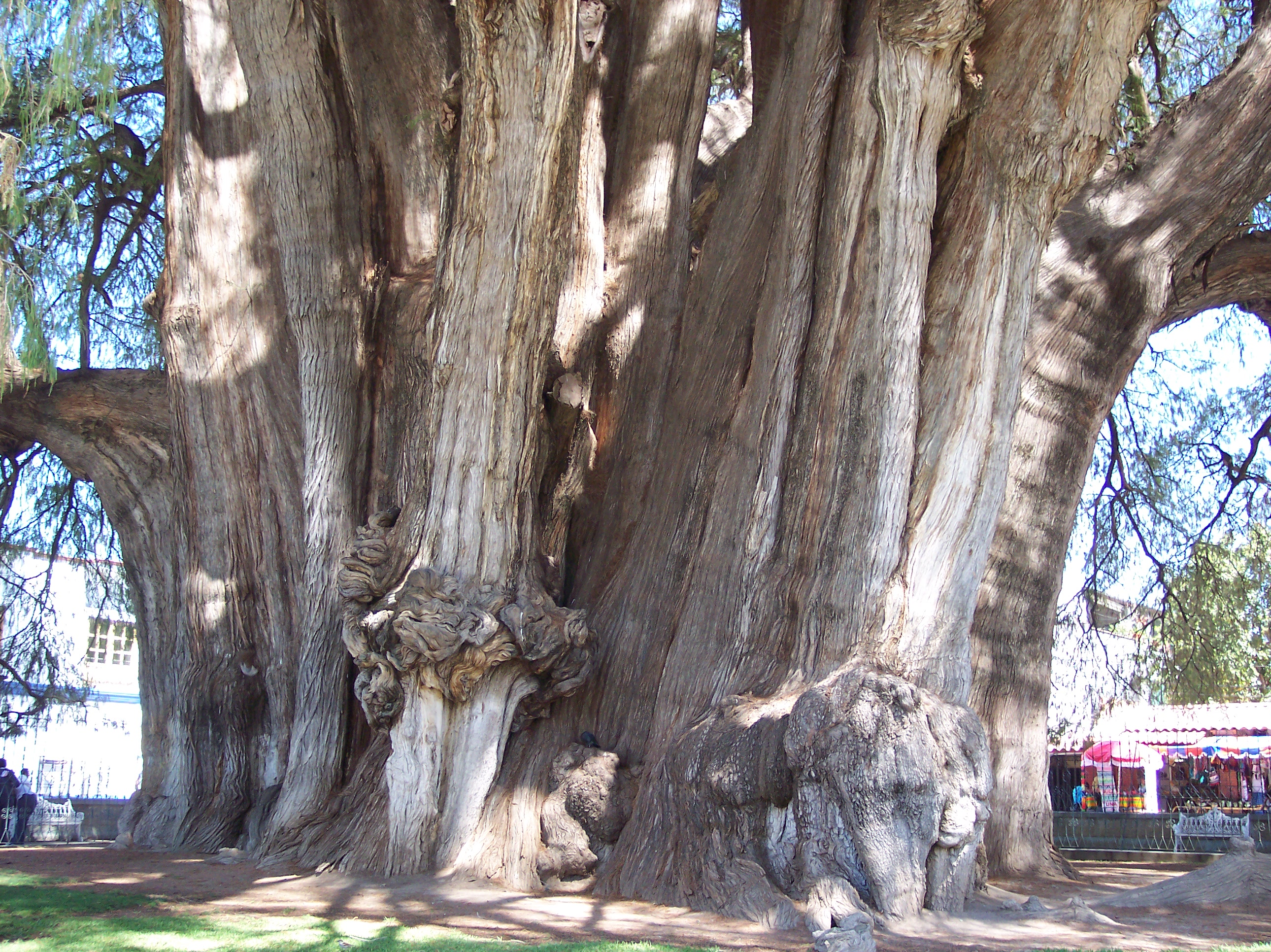
Tuleträdets stam

El Árbol del Tule (spanska för "Tuleträdet") är ett stort träd vid den romersk-katolska kyrkan i staden Santa María del Tule i den mexikanska delstaten Oaxaca, omkring 13 kilometer från staden Oaxaca de Juárez efter vägen mot Mitla. Det är en Montezumacypress.
Trädet är 43 meter högt, har en omkrets på 35,87 meter och stammen har den högsta diametern i världen med 11,42 meter. Det har en volym på 705 kubikmeter och väger uppskattningsvis 509 020 kilo. Det troddes ursprungligen vara flera träd men DNA-tester har visat att det är ett enskilt träd. En annan teori är att det består av flera stammar från ett och samma träd.
Åldern på Tuleträdet är okänt men uppskattas vara mellan 1 200 och 3 000 år. Lokala zapoteksägner menar att det planterades för 1 400 år sedan av Pechocha, en Ehecatlpräst.
Trädet kallas ibland Livets träd tack vare alla djur som sägs kunna ses i den knotiga stammen.